# Consejo de Derechos Humanos de las Naciones Unidas
El Consejo de Derechos Humanos de la Organización de las Naciones Unidas (en inglés: United Nations Human Rights Council, UNHRC) es un organismo creado el 15 de marzo de 2006 en votación de la Asamblea General de las Naciones Unidas con los votos en contra de  Palaos y las Islas Marshall, y las abstenciones de Bielorrusia, Irán y Venezuela.
El organismo sustituye a la Comisión de Derechos Humanos, ya que este muy a menudo fue criticado por incluir miembros que ni siquiera podía defender sus propios pueblos contra violaciones de los derechos humanos de sus propios gobiernos.
Los miembros de la ONU estaban de acuerdo de dar prioridad a los candidatos para el Consejo a países que promueven el respeto para los Derechos Humanos. Algunos de los miembros del Consejo como China, Cuba,  Arabia Saudita y Venezuela, son considerados como altamente represivos según Amnistía Internacional y otras organizaciones como Transparency International, The Economist Intelligence Unit y su Índice de democracia y el proyecto por la democracia, un consejo de investigadores con este propósito, el instituto Polity IV.

## Composición
Está formado por 47 Estados, elegidos por mayoría en la Asamblea General. Los asientos se distribuyen entre los grupos regionales de las Naciones Unidas como sigue: 13 por África, 13 por Asia, 8 por América Latina y el Caribe, 7 por Europa occidental y otros grupos, y 6 por Europa Oriental. Durarán en sus funciones por 3 años, pudiendo ser reelectos hasta por dos periodos consecutivos. Estos podrán ser suspendidos una vez electos si cometen abusos sistemáticos a los derechos humanos. El Consejo se reunirá periódicamente durante todo el año.

### Miembros del Consejo
La primera elección se realizó por la Asamblea General el 9 de mayo de 2006 .
| Tenencia  | Estados africanos (13)               | Estados del Asia y el Pacífico (13)                   | Estado de Europa oriental (6) | América Latina y el Caribe (8) | Europa occidental y otros Estados (7) |
| --------- | ------------------------------------ | ----------------------------------------------------- | ----------------------------- | ------------------------------ | ------------------------------------- |
| 2022-2024 | Benín Camerún Eritrea Gambia Somalia | India Kazajistán Malasia Catar Emiratos Árabes Unidos | Lituania Montenegro           | Argentina Honduras Paraguay    | Finlandia Luxemburgo Estados Unidos   |
| 2021-2023 | Costa de Marfil Gabón Malaui Senegal | China Nepal Pakistán Uzbekistán                       | Ucrania Rusia (suspendido)    | Bolivia Cuba México            | Francia Reino Unido                   |
| 2020-2022 | Libia Mauritania Sudán Namibia       | Indonesia Japón Islas Marshall Corea del Sur          | Armenia Polonia               | Brasil Venezuela               | Alemania Países Bajos                 |

| Tenencia | Estados africanos (13)                                 | Estados de Asia y el Pacífico (13)                         | Estados de Europa oriental (6) | América Latina y el Caribe (8)   | Europa occidental y otros Estados (7)                                            |
| -------- | ------------------------------------------------------ | ---------------------------------------------------------- | ------------------------------ | -------------------------------- | -------------------------------------------------------------------------------- |
| 2018-21  | Eritrea Burkina Faso Somalia Togo                      | India Filipinas Bangladés                                  | República Checa · Bulgaria     | Bahamas · Uruguay · Argentina    | Dinamarca · Austria · Italia · Fiyi                                              |
| 2017-20  | Angola República Democrática del Congo Nigeria Senegal | Afganistán Nepal Pakistán Catar                            | Ucrania · Eslovaquia           | Chile · México · Perú            | España · Australia                                                               |
| 2016-19  | Sudán · Ruanda · Túnez · Egipto                        | China Irak Japón Arabia Saudita                            | Croacia · Hungría              | Brasil · Cuba                    | Estados Unidos (hasta 2018) - Islandia (ocupando vacante desde 2018) Reino Unido |
| 2015-18  | Burundi Costa de Marfil Etiopía Kenia Togo             | Corea del Sur · Kirguistán · Mongolia · Filipinas · EAU    | Georgia Eslovenia              | Ecuador · Panamá · Venezuela     | Bélgica · Alemania · Suiza                                                       |
| 2014-17  | Botsuana República del Congo Ghana Nigeria             | India Indonesia Catar                                      | Albania · Letonia              | Bolivia · El Salvador · Paraguay | Países Bajos · Portugal                                                          |
| 2013-16  | Argelia Marruecos Namibia Sudáfrica                    | China Maldivas Arabia Saudita Vietnam                      | Macedonia del Norte · Rusia    | Cuba · México                    | Francia Reino Unido                                                              |
| 2012-15  | Etiopía Costa de Marfil Gabón Kenia Sierra Leona       | Japón · Kazajistán · Pakistán · Corea del Sur · EAU        | Estonia · Montenegro           | Argentina · Brasil · Venezuela   | Alemania · Irlanda · Estados Unidos                                              |
| 2011-14  | Benín Botsuana Burkina Faso República del Congo        | India Indonesia Kuwait Filipinas                           | Rumania · República Checa      | Chile · Costa Rica · Perú        | Italia · Austria                                                                 |
| 2010-13  | Angola Libia Mauritania Uganda                         | Catar Malasia Maldivas Tailandia                           | Moldavia · Polonia             | Ecuador · Guatemala              | Suiza · España                                                                   |
| 2009-12  | Yibuti Camerún Mauricio Nigeria Senegal                | Bangladés · China · Jordania · Kirguistán · Arabia Saudita | Rusia · Hungría                | Cuba · México · Uruguay          | Bélgica · Noruega · Estados Unidos                                               |
| 2008-11  | Burkina Faso Gabón Ghana Zambia                        | Baréin Japón Pakistán Corea del Sur                        | Eslovaquia · Ucrania           | Argentina · Brasil · Chile       | Francia Reino Unido                                                              |
| 2007-10  | Egipto · Angola · Madagascar · Sudáfrica               | India Indonesia Catar Filipinas                            | Bosnia y Herzegovina Eslovenia | Bolivia · Nicaragua              | Países Bajos · Italia                                                            |
| 2006-09  | Yibuti Camerún Mauricio Nigeria Senegal                | Bangladés China Jordania Malasia Arabia Saudita            | Azerbaiyán · Rusia             | Cuba · México · Uruguay          | Alemania · Canadá · Suiza                                                        |
| 2006-08  | Gabón Ghana Mali Zambia                                | Japón Pakistán Sri Lanka Corea del Sur                     | Rumania · Ucrania              | Brasil · Guatemala · Perú        | Francia Reino Unido                                                              |
| 2006/07  | Argelia Marruecos Sudáfrica Túnez                      | Baréin India Indonesia Bangladés                           | Polonia · República Checa      | Argentina · Ecuador              | Finlandia · Países Bajos                                                         |

## Examen Periódico Universal
Creado en marzo de 2006 por la Asamblea General de las Naciones Unidas y activo desde febrero de 2008, el Examen Periódico Universal (EPU) es un mecanismo del Consejo de Derechos Humanos por el que cada Estado Miembro de las Naciones Unidas se somete cada cuatro años y medio a un análisis de su ejecutoria en materia de derechos humanos. El Grupo de Trabajo del EPU, formado por los 47 miembros del Consejo, es el encargado del examen; pueden intervenir también otros países de la ONU y las ONGs pueden aportar documentación. Al final se elabora un informe con las preguntas y respuestas tanto de los países examinadores como del país examinado, y se establecen las recomendaciones que este habrá de implementar.

## Actuaciones destacadas del Consejo
El 7 de abril de 2022, días después de que empezara a aparecer evidencia gráfica de la masacre de Bucha, la Asamblea General suspendió la pertenencia de Rusia al Consejo de Derechos Humanos debido a las presuntas violaciones de los derechos humanos cometidas durante la invasión rusa de Ucrania de 2022. La resolución fue adoptada con 93 votos a favor, 24 en contra y 58 abstenciones, estableciendo por tanto la suspensión de Rusia del Consejo.
El 26 de marzo de 2024, la relatora especial de las Naciones Unidas para los Territorios Palestinos ocupados, Francesca Albanese, presentó en la 55.ª sesión del Consejo de Derechos Humanos de la ONU el informe «Anatomía de un Genocidio»  de veinticinco páginas, donde expone que existen «motivos razonables» para concluir que Israel comete de forma intencionada al menos tres «actos genocidas» definidos como tales por la Convención para la Prevención y la Sanción del Delito de Genocidio de 1948. Afirmó que «hay motivos razonables para creer que se ha alcanzado el umbral que indica la comisión del crimen de genocidio contra los palestinos como grupo en Gaza. En concreto, Israel ha cometido tres actos de genocidio con la intención requerida: causar graves daños físicos o mentales a miembros del grupo; infligir deliberadamente al grupo condiciones de vida calculadas para provocar su destrucción física total o parcial; imponer medidas destinadas a impedir los nacimientos dentro del grupo».
El vienes 5 de abril de 2024, durante la guerra de Gaza, el Consejo de Derechos Humanos de las Naciones Unidas adoptó una resolución en la que pedía que Israel rinda cuentas por posibles crímenes de guerra y crímenes contra la humanidad cometidos durante la invasión de la Franja de Gaza veintiocho países votaron a favor, trece se abstuvieron y seis (entre ellos Estados Unidos, Argentina y Alemania) votaron en contra. El texto también exhorta a la comunidad internacional a poner fin a la venta y transferencia de armas a Israel.